# Bonäsfjärden
Bonäsfjärden är en fjärd i Åland (Finland). Den ligger i den nordvästra delen av landskapet, 30 km norr om huvudstaden Mariehamn.
I omgivningarna runt Bonäsfjärden växer i huvudsak barrskog. Runt Bonäsfjärden är det mycket glesbefolkat, med 6 invånare per kvadratkilometer.